# Castelloneries
Castelloneries fou un programa de Ràdio Castelló (EAJ-14) de la Cadena SER, que s'emetia setmanalment, cada dissabte, i es va mantenir en antena, ininterrompudament, del 25 d'abril de 1965 al 10 de desembre de 1983, amb guió i direcció de Francesc Vicent Doménech, Quiquet de Castàlia (Castelló de la Plana, 1935-2004), que va ser el realitzador del programa durant divuit anys i tres mesos, des del número 1 fins al 943 (període 24-4-1965 al 30-7-1983).
Pilar Alfonso Escuder va rellevar el fundador del programa durant quatre mesos, des del programa 944 fins al 962, quan es va acabar (període al 6-8-1983 al 10-12-1983).
Segons la careta de presentació, s'hi pretenia exaltar «la història, la tradició, els hòmens i les terres de Castelló i les seues comarques». El programa va nàixer en 1965 com un espai bilingüe, en castellà i valencià, però en els anys setanta va esdevenir un programa informatiu i cultural en valencià.

## Premis[2]
- Premi Pàtria de la Fundació Huguet, 1970.
- Premi de periodisme "Ciutat de Castelló", 1977, pel programa 601, dedicat a l'escriptor Josep Barberà i Ceprià.
- Premi de periodisme "Ciutat de Castelló", 1978, per la sèrie Tombatossals